# Sender Boppard-Fleckertshöhe
Der Sender Boppard-Fleckertshöhe ist eine Sendeeinrichtung für UKW-Rundfunk in Boppard. Der 100 Meter hohe Hybridturm mit Stahlfachwerkunterbau befindet sich auf der Fleckertshöhe. Der von der Deutschen Funkturm betriebene Stahlturm wird als Sender und als Richtfunkanlage genutzt. Er versorgt die Regionen um Koblenz und Boppard sowie Teile des Hunsrücks, der Eifel und des Taunus mit UKW-Sendern. Der Hauptantennenträger dieser Anlage ist von recht unikater Konstruktion.
Der Sendemast ist das höchste Bauwerk im Rhein-Hunsrück-Kreis. Die Frequenz 88,9 MHz mit Deutschlandradio Kultur ist seit dem 28. Juli 2003 in Betrieb, die Frequenz 90,5 MHz mit dem Deutschlandfunk seit dem 17. September 2003. Mit Abschaltung der analogen Fernsehsender im Zuge der Umstellung auf DVB-T am 26. August 2008 werden die TV-Programme nur noch über den Fernmeldeturm Koblenz ausgestrahlt.

## Frequenzen und Programme

### Analoges Radio (UKW)
| Frequenz (MHz) | Programm                                                                                           | RDS PS   | RDS PI | Regionalisierung | ERP (kW) | Antennendiagramm rund (ND)/gerichtet (D) | Polarisation horizontal (H)/vertikal (V) |
| -------------- | -------------------------------------------------------------------------------------------------- | -------- | ------ | ---------------- | -------- | ---------------------------------------- | ---------------------------------------- |
| 90,5           | Deutschlandfunk Diese Frequenz wurde am 30. Juni 2020 eingestellt!! (Verweis auf das DAB+ Angebot) | __DLF___ | D210   | –                | 0,1      | D (120°-160°, 310°-350°)                 | H                                        |
| 88,9           | Deutschlandradio Kultur                                                                            | DKULTUR_ | D220   | –                | 0,1      | D (260°-30°)                             | H                                        |

### Ehemaliges Analoges Fernsehen (PAL)
Vor der Umstellung auf DVB-T liefen hier die folgenden analogen TV-Sender:
| Kanal | Frequenz (MHz) | Programm                                                  | ERP (kW) | Antennendiagramm rund (ND)/ gerichtet (D) | Polarisation horizontal (H)/ vertikal (V) |
| ----- | -------------- | --------------------------------------------------------- | -------- | ----------------------------------------- | ----------------------------------------- |
| E28   | 527,25         | ZDF                                                       | 200      | ND                                        | H                                         |
| E41   | 631,25         | SWR Fernsehen Rheinland-Pfalz/Südwest Fernsehen/Südwest 3 | 230      | ND                                        | H                                         |